# Tusken Raiders
Tusken Raiders er et fiktivt folk i Star Wars-universet. De er fra tatooine. De er meget fjendtligt indstillet overfor fremede. 
De optræder i The Phantom menace, Attack of the Clones, A New Hope og Mandalorian.
Deres fortrukne våben er en sniper riffel
| Star Wars | Spire Denne Star Wars-artikel er en spire som bør udbygges. Du er velkommen til at hjælpe Wikipedia ved at udvide den. |